# سییارینا
سییارینا (به صربی: Sijarina) یک منطقهٔ مسکونی در صربستان است که در مدوجا واقع شده‌است. سییارینا ۳۵۹ نفر جمعیت دارد.